# Straning-Grafenberg
Straning-Grafenberg osztrák mezőváros Alsó-Ausztria Horni járásában. 2024 januárjában 696 lakosa volt. 

## Elhelyezkedése

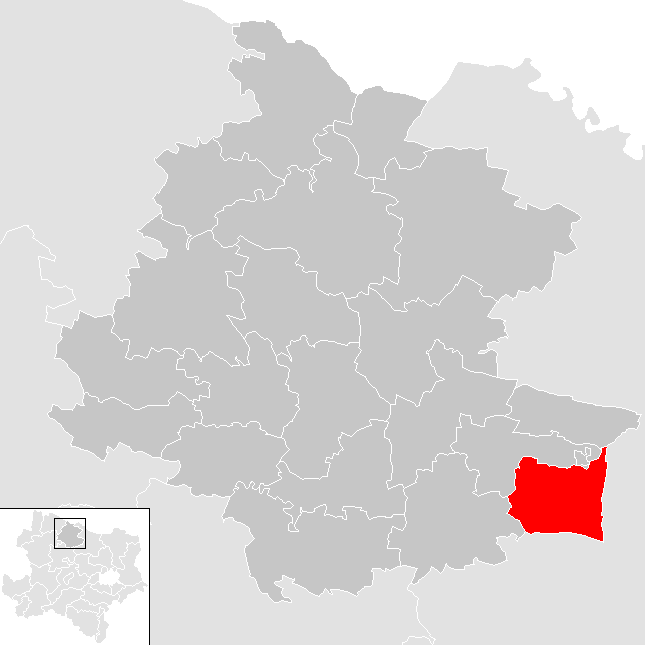
Straning-Grafenberg a Horni járásban

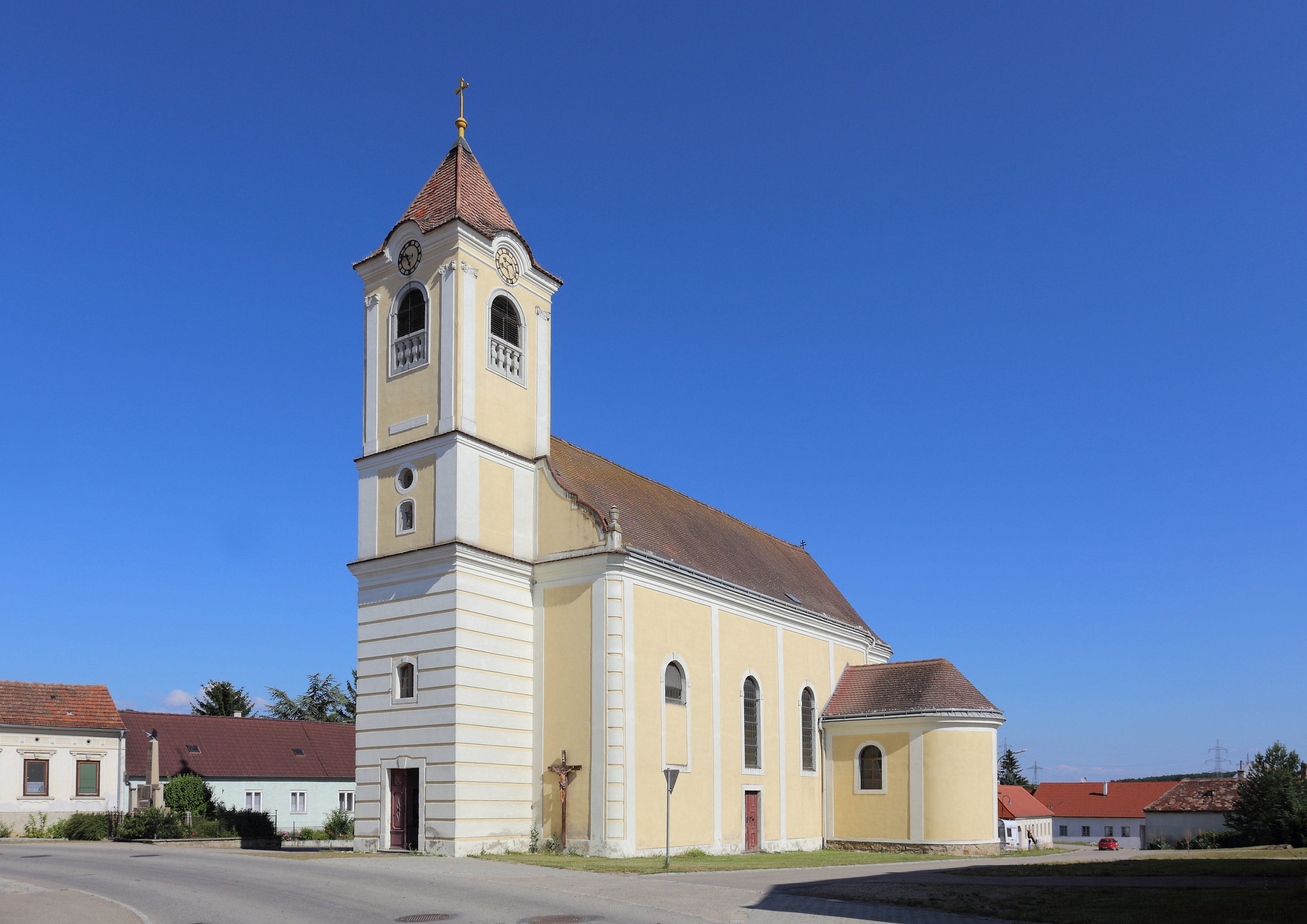
A grafenbergi Szent kereszt-plébániatemplom

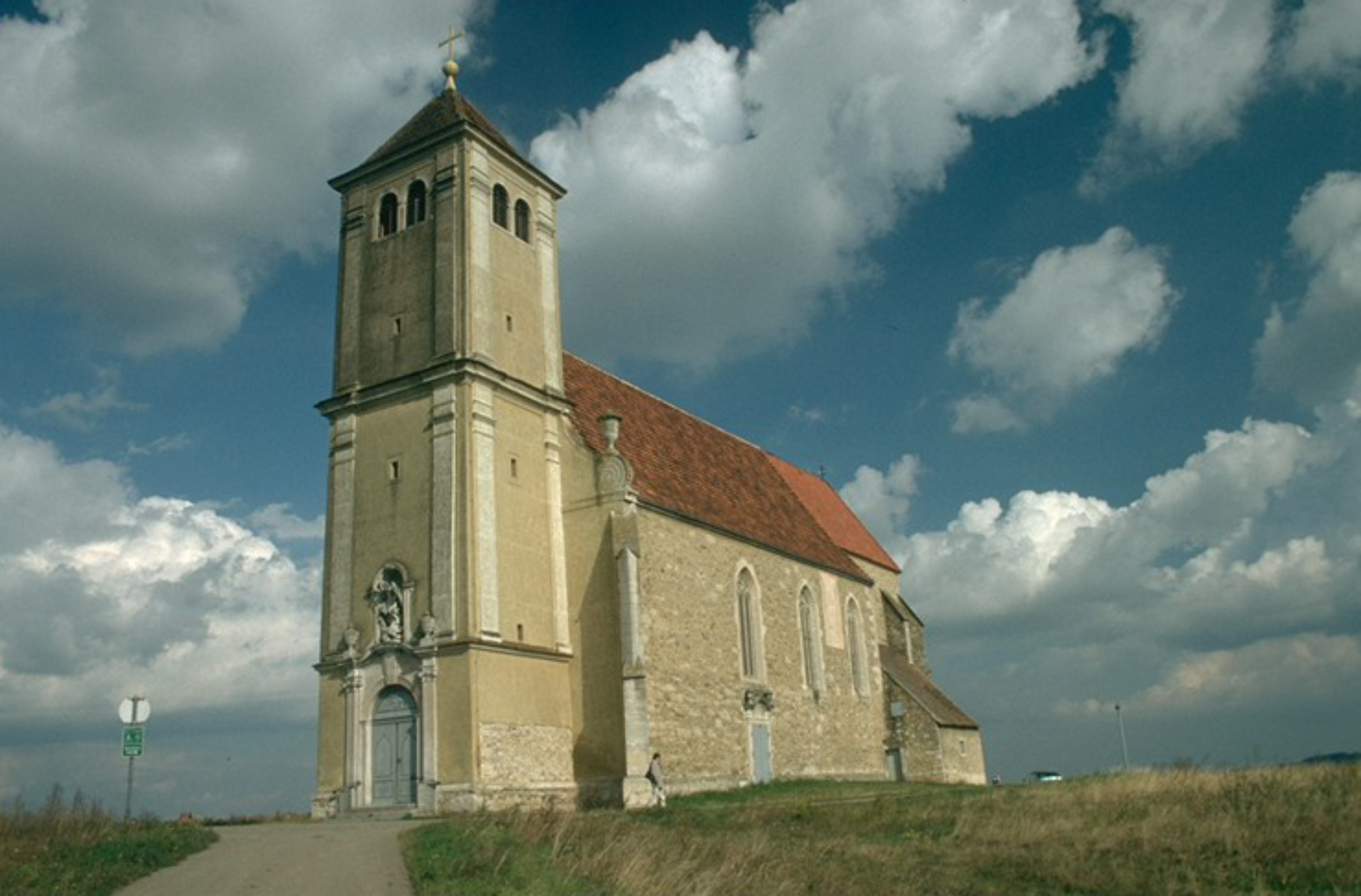
A wartbergi Szt. Leonhard-plébániatemplom

Straning-Grafenberg a tartomány Weinviertel és Waldviertel régióinak határán fekszik a Straningbach és Regelsbach folyók találkozásánál. Területének 7,5%-a erdő, 6,2% szőlő, 78,6% áll egyéb mezőgazdasági művelés alatt. Az önkormányzat 4 települést egyesít: Etzmannsdorf bei Straning (102 lakos 2024-ben), Grafenberg (190), Straning (275) és Wartberg (129).
A környező önkormányzatok: északra Eggenburg, keletre Sitzendorf an der Schmida, délre Maissau, nyugatra Burgschleinitz-Kühnring.

## Története
Grafenberg területén a neolitikus lengyeli kultúra jelentős települése állt, több ezer hozzájuk köthető lelet került elő. 
Straningot 1237-ben említik először az altenburgi apátság adománylevele egyik tanújának nevében. Voltak itt birtokai a melki és a baumgartenbergi apátságnak is. Straning 1564-ig a gars-eggenburgi plébánia alá tartozott. Mivel a falu fontos útvonalon feküdt, a harmincéves háború alatt súlyos pusztításokat szenvedett el. 1619-ben a cseh csapatok feldúlták a templomát; a következő évben a császári csapatok a közelben ütköztek meg a csehekkel. 1752-ben megépült új, barokk temploma. 
A települést többször is tűzvész pusztította el, többek között 1758/59-ben, 1781-ben (ekkor 80 ház égett le), 1791-ben, 1814-ben (84 ház égett le), 1819-ben és 1823/24-ben is. 1805-ben a napóleoni háborúk idején orosz csapatok vonultak át a falun, 1809-ben pedig francia katonák fosztogattak. 1835-ben 120 házat számláltak össze, amelyekben 155 család (336 férfi, 379 nő és 130 iskoláskorú gyerek) lakott. Állatállományuk 36 lóból, 1 ökörből, 159 tehénből, 318 juhból, 20 kecskéből és 246 sertésből állt. A lakosok földművelésből és szőlőtermesztésből éltek. A feudális birtokok 1848-as megszűnése után Straningban megalakult a községi önkormányzat. 
1968-ban megalakult a Straning-Grafenberg nagyközség, amelyhez eredetileg Straning, Grafenberg és Etzmannsdorf tartozott. 1972-ben Wartberg is csatlakozott. 

## Lakosság
A straning-grafenbergi önkormányzat területén 2024 januárjában 696 fő élt. A lakosságszám 1880-ban érte el a csúcspontját 1758 fővel, azóta csökkenő tendenciát mutat. 2022-ben az ittlakók 96,4%-a volt osztrák állampolgár; a külföldiek közül 1,6% a régi (2004 előtti), 0,9% az új EU-tagállamokból érkezett. 0,3% a volt Jugoszlávia (Horvátország és Szlovénia kivételével) vagy Törökország; 0,9% egyéb ország polgára volt. 2001-ben a lakosok 93%-a római katolikusnak, 0,6% evangélikusnak, 1% mohamedánnak, 4,2% pedig felekezeten kívülinek vallotta magát. Ugyanekkor a legnagyobb nemzetiségi csoportot a németek (98,9%) mellett a bosnyákok alkották 7 fővel (0,9%). 
A népesség változása:

| 2016 | 769 |
| 2018 | 781 |

## Látnivalók
- a straningi Mária mennybevétele-plébániatemplom
- a grafenbergi Szent kereszt-plébániatemplom
- a wartbergi Szt. leonhard-plébániatemplom

## Fordítás
- Ez a szócikk részben vagy egészben  a   Straning-Grafenberg című német Wikipédia-szócikk ezen változatának fordításán alapul.  Az eredeti cikk szerkesztőit annak laptörténete sorolja fel. Ez a jelzés csupán a megfogalmazás eredetét és a szerzői jogokat jelzi, nem szolgál a cikkben szereplő információk forrásmegjelöléseként.